# Tourmentine
Ne doit pas être confondu avec Tourmentin.
La tourmentine ou herbe d'égarement est, dans le folklore français, une herbe réputée pour provoquer l'égarement de toute personne qui marchait dessus. La victime pouvait alors tourner en rond pendant des heures, incapable de retrouver son chemin.
Pierre Dubois décrit la tourmentine comme un lutin.
Dans le livre La Gaume de Servais, les tourmentines sont des touffes d'herbe qui égarent les promeneurs importuns et les emprisonnent en agrippant leurs chaussures.